# لایز-ماری رتیف
لایز-ماری رتیف (به انگلیسی: Lize-Mari Retief) (زادهٔ ۳۰ نوامبر ۱۹۸۶) شناگر اهل آفریقای جنوبی است.